# Свистун гавкучий
Свистун гавкучий (Leptodactylus latrans) — вид земноводних з роду Свистун родини Свистуни.

## Опис
Загальна довжина досягає 8—12 см. Спостерігається статевий диморфізм: самець більший за самицю. Голова витягнута. Тулуб доволі стрункий. Зовсім відсутні плавальні перетинки і надзвичайно товсті передні кінцівки. На задніх лапах пальці значно довші, ніж на передніх. Пальці мають своєрідну бахрому. Забарвлення спини темно—зелене, сіре або червонувато-коричневе. По основному фону проходять хаотично розкидані білі плямочки з чорною облямівкою, нагадуючи очі. Тому іноді цього свистуна називають «окатим». Часто трапляються особини із зовсім чорними плямами. Черево та горло білого кольору. При цьому на горлі є чорні цятки.

## Спосіб життя
Полюбляє тропічні та субтропічні ліси, луки, савани, вологі чагарники, пасовища. Зустрічається на висоті до 1400 м над рівнем моря. Тримається завжди поблизу від води, щоб мати можливість негайно ж сховатися в ній, якщо його злякають. Не зважаючи на відсутність плавальних перетинок добре плаває. Вдень ховається в калюжах, болотах і стоячій воді, при настанні вечірньої прохолоди або у дощову погоду він залишає свої схованки і швидко та вправно пересувається в траві, роблячи досить великі стрибки. У цей час можна чути його голос, що нагадує свист, яким підзивають собаку. Живиться комахами та їх личинками.
У період спарювання самці видають інший, уривчастий звук, схожий на гавкіт. звідси походить його назва. Цей свистун будує у водній рослинності гніздо, схоже на збиті білки. Порожнина цього гнізда наскрізна, і тварина сидить у ньому глибоко у воді. Розмноження відбувається у вересні—лютому. Після відкладання 1000–1500 яєць самиця залишається у гнізді для захисту. Після своєї появи пуголовки деякий час тримаються біля гнізда.
Тривалість життя до 15 років.

## Розповсюдження
Мешкає у Колумбії, Венесуелі, Гаяні, Суринамі, Гвіані, Бразилії, Болівії, Парагваї, Уругваї, Аргентині, а також на о. Тринідад.